# Josefina Peraire
Josefina Peraire Alcubierre (Barcelona, 1947 - 30 de maig de 2016) va ser una poetessa, ceramista i escultora catalana. Llicenciada en Filosofia i lletres per la Universitat de Barcelona formava part del Grup Literari Poesia Viva. Va guanyar diversos guardons literaris i va publicar diversos poemaris. Va morir atropellada per un ciclista a Barcelona el maig de 2016.

## Obres
- A l'ombra dels bambús (Ed. Granollers)
- Interiors (Ed. Comte d'Aure)
- Sucre amarg (Ed. Comte d'Aure)
- Tretze veus experimentals (Ed. Abadia Editors)
- Pell de temps (Ed. Comte d'Aure)
- Enfilo llunes (Ed. Comte d'Aure, 2011).